# 昆虫ニンジャ
「昆虫ニンジャ」（こんちゅうニンジャ）は、2008年4月、NHKの『みんなのうた』で、戸田恵子が歌った曲。
作詞：白峰美津子、作曲：浜口茂外也。
昆虫の擬態をテーマにした楽曲で、花に偽装するハナカマキリやナナフシ、ジンメンカメムシなどの昆虫が登場し、様々な姿に偽装する様子を忍者に例えた。歌った戸田恵子は、1983年8月 - 9月放送の『ハロー・トゥモロー』（アニメ『子鹿物語』主題歌）以来、実に四半世紀振りの『みんなのうた』出演。
映像は実写とアニメを併用し、実写は昆虫写真家の海野和男が撮影、アニメは「ワンダフル・ワールド ～顔面新体操～」（1989 - 10.11月放送）以来の番組参加となる加藤晃が担当した。
本放送から5年後の2013年4月に再放送、また5年後の2018年4月にも再放送された。
2008年4月23日にビクターエンタテインメントより本曲のシングルが発売され、後にキングレコードより発売されたCD「こんちゅうだいすき!!」（2009年発売　KIZC39） にも収録された。